# Nicolae Dardac
Nicolae Dardac (n. 6 august 1946, comuna Nicolae Bălcescu, județul Tulcea) este un economist român, care a îndeplinit funcția de membru al Consiliului de administrație al Băncii Naționale a României, în prezent fiind prorector al ASE București.

## Biografie
Nicolae Dardac s-a născut la data de 6 august 1946 în comuna Nicolae Bălcescu (județul Tulcea). A absolvit cursurile Facultății de Finanțe-Bănci, din cadrul A.S.E. București în anul 1969, obținând titlul științific de doctor în economie în anul 1980.
După absolvirea facultății, a activat ca profesor la Academia de Studii Economice din București, Facultatea de Finanțe, Asigurări, Bănci și Burse de Valori. Pentru o perioadă a deținut și funcția de șef al Catedrei de Finanțe-Monedă. A efectuat stagii de documentare și specializare în străinătate la Universitatea din Toulouse (Franța, 1992) și la Universitatea Jean Monnet din Saint Etienne (1995).
În ședința camerelor reunite ale Parlamentului României din 16 decembrie 1998, prof. dr. Nicolae Dardac a fost numit în funcția de membru al Consiliului de administrație al Băncii Naționale a României, pentru un mandat care a expirat în septembrie 2004.
În prezent, desfășoară o activitate profesională în învățământul superior, fiind profesor universitar și prorector al ASE București.

## Lucrări publicate
Profesorul Nicolae Dardac este autor și coautor a numeroase studii științifice și cursuri universitare dintre care menționăm următoarele:
- Circulația bănească și credit (1978, 1985)
- Relații valutar financiare internaționale (1977, 1980. 1988, 1990)
- Metode și tehnici de analiză a eficienței financiar-valutare (1977)
- Monedă și credit (1991)
- Piețe de capital și burse de valori (1991, 1992)
- Monedă Credit Bănci (1994)
- Monedă Credit Bănci - Aplicații și studii de caz (1994)
- Operațiuni bancare - Instrumente și tehnici de plată (1999)

De asemenea, publică frecvent studii și articole în reviste de specialitate.